# 日本共産党（左派）
日本共産党（左派）（にほんきょうさんとう さは）は、共産主義を目指す日本の左翼組織の一つ。日本共産党から中国共産党への反党対外盲従・極左として除名された福田正義らが1969年11月に結成した。毛沢東主義系である。「日共左派」、「山口左派」「人民の星派」ともいう。主に山口県で活動していた。結党時から、左翼ナショナリズム色が強い「反米帝・反売国の愛国正義」を掲げる。日本共産党（左派）の公式サイトと機関紙の最終更新は2018年である。現在は活動停止状態にあるものと推測される。

## 概要
1966年6月に、日本共産党山口県委員会では日本共産党中央指導部の自主独立路線をめぐり、県委員長山田喜一ら中央支持派と、県常任委員福田正義らの中国共産党路線支持派に分かれて対立した。同9月3日の山口県党第11回県委総会で中央派が福田ら5名を除名し、反中央派幹部を相次いで統制処分にした。このため「長周新聞」を発行して同志の糾合を図っていた福田らは、9月30日に「日本共産党山口県委員会（左派）」を結成した。
1969年11月に福田らは、「日本共産党（左派） 第一回全国大会」を開催し、「一九二二年以来の日本共産党の革命的伝統を継承する唯一の組織」と称し、以後「日本共産党（左派）中央委員会」と名乗った。
山口県に拠点を置き、毛沢東主義の立場から、中国共産党の長征になぞらえて山口県を「日本の延安」と捉えていた。概して新左翼の学生運動には好意的だったが、連合赤軍は批判していた。1971年9月20日に議長の福田が訪中した際、周恩来首相に「日本の真の革命政党の代表」と持ち上げられた。中華人民共和国がアメリカ合衆国と関係を改善すると、さらに急進的な共産主義国家だったアルバニア派（ホッジャ主義）に転向した後、再び毛沢東主義へと戻っている。現在ではフィリピン共産党のシソン派など他国の毛沢東主義派グループと国際的な関係を持っている。
ゆとり教育と「個性重視教育」が「凶暴な攻撃的個人主義」を育てているとみなす観点から体罰を肯定的に捉えるなどの主張をしている。
機関紙やホームページでは、「闘」は「斗」（「斗争」「斗い」など）、「働」は「仂」（「労仂者」など）、「々」は使わない（「人々」は「人人」など）、韓国について言及する際は国名を括弧書き（在「韓」米軍、「韓国」）するなど、独特の表記を用いるのが特徴だが、2025年（令和7年）の記事では韓国に対する表記で「」がない記事も確認されている。
かつては新左翼と同様にヘルメットを用い、白地に赤色ふち入りで前面に黒字で「先鋒」と記す。

## 思想
1969年11月30日に採択された第一回全国大会の政治報告では、明治維新以後の戦前の日本は絶対主義天皇制の帝国主義国家であり、1945年の敗戦後の日本はアメリカ帝国主義に従属し、アメリカ資本と国内の独占ブルジョワジーによって政治、経済的に支配されている独占資本主義の従属国だと規定した。その観点から「売国反動派」のブルジョワジーを批判し、日本人民のアメリカ帝国主義と国内の反動派との闘争を重視している。スターリン批判後のソビエト連邦を修正主義、社会帝国主義であると批判し、トロツキズムと日本共産党の修正主義はマルクス・レーニン主義・毛沢東主義に敵対するアメリカ帝国主義の手先だと断じている。アメリカ帝国主義と独占売国ブルジョワジー双方に反対する、プロレタリア社会主義世界革命の一環としての「反米帝・反売国の愛国正義」の日本革命を訴えた。

## 略歴
- 1966年9月 - 福田正義らが日本共産党から除名され、日本共産党山口県委員会（左派）を結成し、メンバーの西沢隆二（ぬやま・ひろし）が毛沢東思想研究会を設立。
- 1968年 - 大塚有章が離脱し、毛沢東思想学院を設立。
- 1968年4月 - 原田長司、大林清美らが離脱し、日本労働者党を結党する。現在は建党同盟と合併し労働者社会主義同盟。
- 1969年6月 - 佐賀県の大隈鉄二が離脱して「日本共産党革命的左派」を結成する。日本共産党（革命左派）神奈川県委員会の一部と合流し、のちに日本労働党となる。
- 1969年11月 - 日本共産党（左派）を結成し、福田正義が議長に就任する。結成に寺尾五郎らも関与する。
- 1975年3月 - 隈岡隆春ら関東派が分裂する。関東派はのちに日本労働者党へ合流した。
- 2001年12月23日 - 議長の福田正義が、心不全により90歳で死去する。

## 批判
日本共産党は日本共産党（左派）を分派と規定し、「福田一派」という用語などで批判している。他にも日本共産党は1967年時点で「日本共産党（左派）」を反党対外盲従分子又は極左日和見主義者又は極左日和見分子、反党教条主義者としている。

## 機関紙誌
- 『人民の星』。
機関紙（週2回発行）。
- 『革命戦士』。
機関誌（月刊）。

## 関連組織・団体
- 人民の星社 - 公然拠点（現在活動停止状態にあるものと推測される。）
- 長周新聞 -
- 劇団はぐるま座 - 福田正義の主導により結成、礒永秀雄の体験や劇作を上演。
- 日本共産主義青年同盟（現在活動停止状態にあるものと推測される。）
- 日本民主婦人同盟
- 人民教育同盟
- 下関原爆展事務局　- 長年にわたり原爆パネル展を行なっている。

## 脚註
1. ↑  「人民の星」号外　1969年12月5日付（Assert Web『大阪市立大学 ビラコレ 1969-12』
2. 1 2 3 4 5 6  「日本共産党（左派）第一回全国大会 政治報告」 1969年11月30日採択。より引用。2010年8月13日閲覧。
3. 1 2 3  日本共産党 (1967). 両翼の日和見主義とのたたかい. 東京: 日本共産党中央委員会出版部
4. ↑  “人民の星”. ww5.tiki.ne.jp. 2022年5月21日閲覧。
5. 1 2  「わかりやすい極左・右翼・日本共産党用語集 三訂」（警備研究会、立花書房、2008年）p161
6. ↑  「日本共産党（左派） 規約」日本共産党（左派）第一回全国大会 1969年11月30日採択。2010年8月13日閲覧。より引用、分析。
7. ↑  2.「日本の延安」――「根拠地」での凋落ぶり。2010年7月18日閲覧。
8. ↑  3.「連合赤軍」との仲――共通の旗は「毛沢東思想」。2010年7月18日閲覧。
9. ↑  4.福田正義という男――中国侵略共犯者の前歴かくす。より。鉤括弧部は引用。2010年7月18日閲覧。
10. ↑  「第31回人民教育全国集会 教育崩壊打開の出発点」『人民の星』5406号1面。2010年7月18日閲覧。
11. ↑  米国が朝鮮戦争を挑発　説明ができぬ「北」魚雷説　米軍再編強行と連動（2010年〈平成22年〉5月28日）、2025年（令和7年）2月12日閲覧
12. ↑  「日韓政府の共同事業として遺骨返還を」　長生炭鉱水没事故83周年の犠牲者追悼集会　潜水調査続くなか日韓遺族ら450人が参加　2025年（令和7年）2月11日、2025年（令和7年）2月12日閲覧

## 関連文献
- 『自主独立の旗のもとに - 山口県における毛沢東盲従反党分派との闘争二十五周年にあたっての思い出』 （記録集刊行委員会編 日本共産党（山口県小郡町）1991年9月）
- 『宮崎世民回想録』青年出版社、1984年